# Pedro Barros
Pour les articles homonymes, voir Barros.
Pedro Barros est un skateur brésilien né le 16 mars 1995 à Florianópolis. Il a remporté la médaille d'argent de l'épreuve du park aux Jeux olympiques d'été de 2020 à Tokyo.

## Palmarès

### Jeux olympiques
- Jeux olympiques de 2020 à Tokyo (Japon) :
  -  Médaille d'argent du skate parc

### Championnats du monde

#### World Skateboarding Championship
- Championnats du monde 2016 à Malmö (Suede) :
  -  Médaille d'argent du skate parc
- Championnats du monde 2017 à Shanghai (Chine) :
  -  Médaille d'argent du skate parc
- Championnats du monde 2018 à Nanjing (Chine) :
  -  Médaille d'or du skate parc

#### X Games
- X Games 2009 à Los Angeles (USA) :
  -  Médaille de bronze du skate Vert Am
- X Games 2010 à Los Angeles (USA) :
  -  Médaille d'or du skate parc
- X Games 2011 à Los Angeles (USA) :
  -  Médaille d'argent du skate parc
- X Games 2012 à Los Angeles (USA) :
  -  Médaille d'or du skate parc
- X Games 2013 à Foz do Iguaçu (Brésil) :
  -  Médaille d'or du skate parc
- X Games 2013 à Barcelone (Espagne) :
  -  Médaille d'or du skate parc
- X Games 2013 à Munich (Allemagne) :
  -  Médaille d'argent du skate parc
- X Games 2014 à Austin (USA) :
  -  Médaille d'or du skate parc
- X Games 2015 à Austin (USA) :
  -  Médaille d'argent du skate parc
- X Games 2016 à Austin (USA) :
  -  Médaille d'or du skate parc